# Yitayal Atnafu Zerihun
Yitayal Atnafu Zerihun (ur. 20 stycznia 1993 w Gojjam) – etiopski lekkoatleta specjalizujący się w biegach długodystansowych.

## Osiągnięcia
| Rok  | Impreza                                   | Miejsce      | Konkurencja          | Pozycja    | Wynik    |
| ---- | ----------------------------------------- | ------------ | -------------------- | ---------- | -------- |
| 2011 | Mistrzostwa świata w biegach przełajowych | Punta Umbría | bieg juniorów (8 km) | 8. miejsce | 22:53    |
| 2011 | Mistrzostwa świata w biegach przełajowych | Punta Umbría | drużyna juniorów     | 2. miejsce |          |
| 2011 | Mistrzostwa Afryki juniorów               | Gaborone     | bieg na 5000 m       | 1. miejsce | 13:38,52 |
| 2012 | Mistrzostwa Afryki w biegach przełajowych | Kapsztad     | bieg juniorów (8 km) | 6. miejsce | 23:39    |
| 2012 | Mistrzostwa Afryki                        | Porto-Novo   | bieg na 5000 m       | 8. miejsce | 13:58,69 |

Podczas wschodnioafrykańskich kwalifikacji do igrzysk olimpijskich młodzieży (2010) zajął 2. miejsce w biegu na 3000 metrów – przegrywając ze swoim rodakiem Fekru Jebesą stracił szansę na udział w tych zawodach, ponieważ w igrzyskach młodzieży w jednej konkurencji mógł startować co najwyżej jeden zawodnik z jednego kraju.

## Rekordy życiowe
- Bieg na 3000 metrów (hala) – 7:39,78 (2012)
- Bieg na 5000 metrów (hala) – 13:04,18 (2012)